# Expédition au Kanchenjunga de 1905

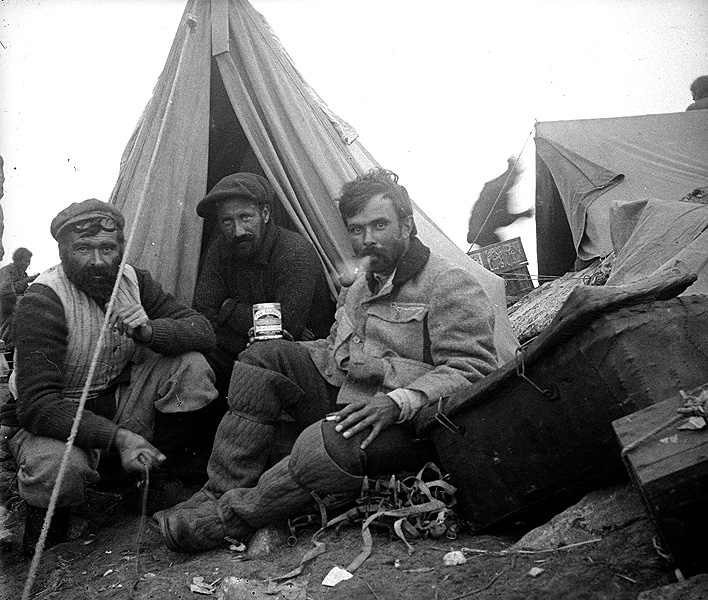
Jules Jacot-Guillarmod, Charles-Adolphe Reymond et Alcesti C. Rigo De Righi (de gauche à droite) au camp de base de l'expédition du Kanchenjunga.

L'expédition au Kanchenjunga de 1905 est une expédition d'alpinisme himalayen visant à grimper au sommet du Kangchenjunga. Il ne sera finalement atteint qu'en 1955.

## Expédition
L'expédition est une idée du médecin et photographe suisse Jules Jacot-Guillarmod. En avril 1905, il propose ses plans à l'occultiste britannique Aleister Crowley, avec qui il a déjà participé à l'expédition de 1902 au K2 avec Oscar Eckenstein. Crowley accepte de se joindre à lui parce qu'en tant que chef d'expédition, il aurait la possibilité de battre le record d'altitude. Le record à l'époque est détenu soit par William Woodman Graham, Emil Boss et Ulrich Kaufmann sur le Kabru (7 315m), une affirmation largement contestée, soit par Matthias Zurbriggen sur l'Aconcagua (6 962 m).
Jacot-Guillarmod recrute deux de ses compatriotes, Alexis Pache et Charles-Adolphe Reymond, tandis que Crowley recrute son hôtelier à Darjeeling, le jeune italien Alcesti C. Rigo de Righi, comme agent de transport. Le 31 juillet, les cinq partent avec trois serviteurs cachemiris (qui avaient également participé à l'expédition au K2) et environ 230 porteurs locaux. Muni de la carte de Douglas Freshfield du massif et des images de Vittorio Sella, réalisées lors d'une circumnavigation du massif en 1899, Crowley prévoit de gravir la face sud-ouest du Kanchenjunga au-dessus du glacier de Yalung. Après l'établissement du camp IV au-dessus de ce glacier, l'équipe se désunit : Jacot-Guillarmod, en particulier, est choqué par le comportement arrogant de Crowley et le traitement brutal des porteurs qui sont pieds nus. Le camp V est malgré tout établi vers 6 200 m et, le 1er septembre, Crowley, Pache, Reymond et un groupe de porteurs atteignent environ 6 500 m avant qu'une petite avalanche ne les force à une rapide retraite. Dans son autobiographie (en), Crowley affirme qu'ils ont atteint environ 7 620 m et proclame avoir détenu le record d'altitude jusqu'à ce que l'expédition britannique à l'Everest de 1922 atteigne 8 320 m.
Le lendemain, Jacot-Guillarmod et De Righi tentent de retirer à Crowley la direction de l'expédition. Le conflit ne s'apaisant pas, Jacot-Guillarmod, De Righi et Pache décident de descendre du camp V au camp III. À 17 heures, ils partent avec quatre porteurs en une seule cordée, mais une chute provoque une avalanche qui tue trois porteurs ainsi qu'Alexis Pache. Les personnes restées au camp V entendent des « cris effrénés » et Reymond descend immédiatement pour aider, mais Crowley reste dans sa tente. Ce soir-là, il écrit une lettre à un journal de Darjeeling déclarant qu'il avait déconseillé la descente et qu'un « accident de montagne de ce genre était l'une des choses pour lesquelles [il] n'avait aucune sympathie ». Le lendemain, Crowley passe sur le site de l'accident sans s'arrêter ni parler aux survivants et part seul à Darjeeling, où il prend les fonds de l'expédition, qui avaient été payés en grande partie par Jacot-Guillarmod. Par la suite, ce dernier finit par récupérer au moins une partie de son argent après avoir menacé de rendre publique une partie de la poésie pornographique de Crowley.
L'expédition britannique au Kangchenjunga de 1955 (en) est la première à réussir à atteindre le sommet, en empruntant la même voie que celle lancée en 1905.